# La Reverdie
 (novembre 2023).
Si vous disposez d'ouvrages ou d'articles de référence ou si vous connaissez des sites web de qualité traitant du thème abordé ici, merci de compléter l'article en donnant les références utiles à sa vérifiabilité et en les liant à la section « Notes et références ».

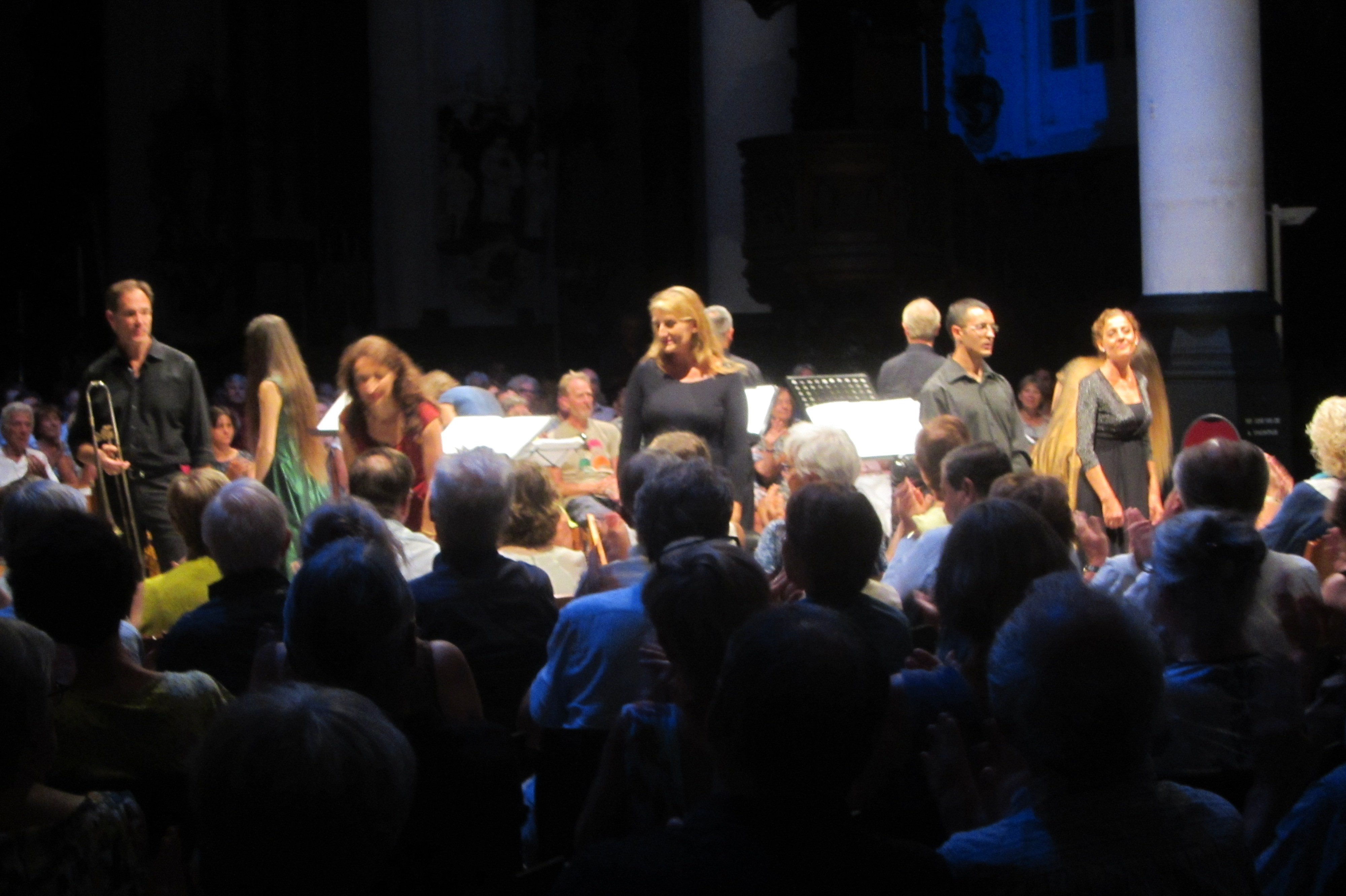
Concert de La Revardie à Anvers en 2006

La Reverdie est un groupe italien de musique médiévale fondé en 1986 par deux couples de sœurs, chanteuses et instrumentistes : Claudia Caffagni, Livia Caffagni, Elisabetta de Mircovich et Ella de Mircovich. À partir de 1991 elles collaborent avec Doron David Sherwin, chanteur, cornettiste et percussionniste et occasionnellement avec d'autres interprètes.
L'ensemble est spécialisé dans l'interprétation polyphonique des répertoires des XIIIe et XIVe siècles notamment italiens. L'ensemble pratique surtout le chant a cappella, mais s'accompagne souvent d'instruments tel le luth, la flûte, la vièle ou la harpe :
- Elisabetta de' Mircovich - chant, vièle à archet, « symphonie » ou « chifonie » (c'est-à-dire vielle à roue médiévale)
- Claudia Caffagni - chant, luth, psaltérion
- Livia Caffagni - chant, flûte à bec, vièle à archet
- Ella de' Mircovich, chant, harpe gothique
- Doron David Sherwin - chant, cornet à bouquin

Le groupe a commencé par le répertoire à caractère profane, mais celui-ci s'est étoffé avec de la musique sacrée ; en particulier des drames sacrés où s'expriment une religiosité simple et spontanée d'une époque lointaine.

## Festivals
L'ensemble La Reverdie participe régulièrement à de nombreux festivals :
- Festival Cusiano di Musica Antica (San Giulio d'Orta 1987, 1988, 1991, 1992, 1994, 1995, 1997, 2000, 2003, 2007)
- Il Canto delle Pietre (Automne Musical de Come 1990, 1993, 1994, 1996, 1998, 2001, 2007)
- Tage alter Musik in Regensburg (1992, 2000)
- Festival van Vlaanderen (Bruges, 1992, 1993, 1995, 2005, 2007)
- Netwerk voor Oude Muziek (Utrecht, 1994, 2004)
- Festival de Mùsica antiga (Barcelone, 1995)
- Gesellschaft der Musikfreunde (Vienne, 1996)
- Semaine de la musique ancienne (Burgos, 1997)
- Rhein-Renaissance ‘97 (Colonia 1997)
- Rencontres Internationales de Musique Médiévale (Thoronet)
- Festival Musicale Estense (Modena 1999, 2002, 2003, 2004, 2007)
- Settembre Musica (Torino, 1997, 1999, 2007)
- I Concerti del Quirinale (2002)
- Settimane Musicali di Stresa (2002)
- Festival Musique en Catalogne Romane (Perpignan, 2004)
- Festival Pergolesi-Spontini (Jesi, 2005)
- Festival de Ravennes (2005, 2007)

## Discographie
- 1990 - Bestiarium. Animals in the Music of the Middle Ages - Nuovo Era 6970. Réédité en 1996 avec un ordre des plages différent - Cantus 9601
- 1992 - Speculum amoris. Lyrique d'amour médiéval, du mysticisme à l'érotisme - Arcana A336
- 1993 - Guinevere, Yseut, Melusine. The heritage of Celtic womanhood in the Middle Ages - Giulia "Musica Antiqua" GS 201007
- 1993 - O Tu Chara Sciença. Musique de la pensée médiévale - Arcana A29 - Arcana A332
- 1994 - Laude di Sancta Maria (Laudes de sainte Marie). Veillée de chants de dévotion dans l'Italie des communes - Arcana 34
- 1995 - Suso in Italia Bella. Musique dans les cours et cloîtres de l'Italie du Nord - Arcana A38 - Arcana A320
- 1997 - Insula Feminarum. Résonances médiévales de la féminité celte - Arcana A311
- 1999 - Legenda Aurea. Laudes des saints au trecento italien - Arcana 304
- 1998 - La Nuit de saint Nicholas. La Reverdie et chant grégorien - Arcana A72
- 1999 - Historia Sancti Eadmundi. De la liturgie dramatique au drame liturgique - Arcana A43
- 2001 - La Reverdie en concierto. Festival internacional de Santander - RTVE Música 65131
- 2001 - Nox-Lux. Musique française et anglaise des XIIIe et XIVe siècles - Arcana A 307
- 2002 - Voyage en Italie - Arcana 317
- 2003 - Hildegard von Bingen : Sponsa regis. La Victoire de la Vierge dans l'œuvre d'Hildegard von Bingen. La Reverdie et chant de saint Bernard - Arcana A314
- 2005 - Jacopo da Bologna, Madrigali e Cacce - Arcana A327
- 2006 - Guillaume Dufay, Missa Sancti Jacobi - Arcana A342
- 2009 - Carmina Burana, sarcasmes sacrés - Arcana A353
- 2013 - I Dodici Giardini (Les Douze Jardins), Chants de sainte Catherine de Bologne (1413-1463) - Arcana A367[1]
- 2014 - Venecie Mundi Splendor. Marvels of medieval Venice, music for the doges 1330-1430 - Arcana A387
- 2019 - Francesco Landini. L'Occhio del cor - Songs of invisible love (avec Christophe Deslignes) - Arcana A462
- 2021 -  Lux Laetitiae. Splendor of the marian culte in early Renaissance Ferrara - Arcana A462